# Expoziția Foto-documentară „Vasile Pârvan”
Expoziția Foto-documentară „Vasile Pârvan” este un muzeu județean din Perchiu. Expoziția este găzduită într-o încăpere din clădirea școlii primare din localitate. Prezintă copii de fotografii și de documente privind viața și activitatea marelui istoric și arheolog Vasile Pârvan (1882 - 1927), născut în acest sat.